# E・R・O
E・R・O（イー・アール・オー）は、Electric Rhodes Orchestraのアルバム。Electric Rhodes Orchestraは、阿部義晴(vo,key／現・ABEDON)、八熊慎一(Ba,vo)、外薗雄一(Dr)からなるユニット。2003年12月3日、阿部のレーベルabedon the companyより発売。

## 概要
- アルバムタイトルはユニット名の各語の頭文字からとられた。
- 「完全音楽マニア向けの作品」として紹介されている。[要出典]ピアノを主体としながらも、エレクトリックなロック・サウンドの曲で構成されている。
- ジャケットのオブジェは阿部が作成。

## 収録曲
全編曲：Electric Rhodes Orchestra
1. SUZIE Q (8:57)
（作詞・作曲：Eleanor Broadwater, Dale Hawkins, J Stanley Lewis）
CCRの楽曲のカバー。
2. Break On Through (3:24)
（作詞・作曲：John Densmore, Robert Krieger, Raymond Manzarek, Jim Morrison）
THE DOORSの楽曲のカバー。
3. Bamboo (4:10)
（作詞・作曲：阿部義晴）
4. Hole To Heaven (5:39)
（作詞・作曲：八熊慎一）
5. プラグイン (7:09)
（作曲：Electric Rhodes Orchestra）
インスト曲。
6. chai chai (5:02)
（作曲：Electric Rhodes Orchestra）
パーカッションを主としたインスト曲。
7. 欲望 (6:07)
（作詞・作曲：阿部義晴）
阿部のソロデビュー曲のリメイク。
8. SHE SEE SEA (3:51)
（作詞・作曲：八熊慎一）
9. Today (6:09)
（作詞・作曲：八熊慎一）